# Стайки (Хиславичский район)
 Стайки — деревня в Смоленской области России, в Хиславичском районе. Население — 142 жителя (2007 год). Расположена в юго-западной части области в 11 км к юго-западу от Хиславичей, в 9 км к северо-востоку от границы с Белоруссией, южнее автодороги Починок – Мстиславль, на левом берегу реки Сож.
Входит в состав Кожуховичского сельского поселения.

## Экономика
Средняя школа.

## Достопримечательности
- Памятники археологии: курганная группа (28 курганов высотой до 1,5 м) на левом берегу реки Сож, насыпаны в XI – XIII веках; неолитическая стоянка недалеко от курганов, была местом поселения в IV – III тысячелетии до н.э.